# ثقافة سياسية مدنية
الثقافة المدنية أو الثقافة السياسية المدنية هي ثقافة سياسية تتميز «بقبول سلطة الدولة» و«الإيمان بالمشاركة في الواجبات المدنية». وتم استخدام المصطلح لأول مرة في كتاب غابرييل ألموند وسيدني فيربا The Civic Culture (الثقافة المدنية) والثقافة السياسية المدنية هي مزيج من الثقافات السياسية الأخرى لا سيما الثقافات السياسية المحدودة والمشاركة. ووصف ألموند وفيربا بريطانيا بأنها تتمتع بثقافة سياسية مدنية. وفي كتاب «هل لا تزال بريطانيا ذات ثقافة مدنية؟» يناقش باتريك سيد وبول ويتلي المدى الذي يمكن لبريطانيا أن تظل تُعتبر عنده ذات ثقافة سياسية مدنية. ويتم استخدام مصطلح الثقافة المدنية لتحديد خصائص الثقافة السياسية التي تفسر استقرار البنية السياسية للمجتمع الديمقراطي.
ويقول ألموند وفيربا إن ما يلي هي خصائص الثقافة المدنية:
- التوجه نحو النظام السياسي بالمعنى السياسي والحكومي على حد سواء
- الشعور بالفخر في جوانب حياة الأمة
- توقع معاملة عادلة من السلطات الحكومية
- القدرة على التحدث بحرية وبشكل متكرر عن السياسة
- المشاركة الوجدانية في الانتخابات
- التسامح تجاه أحزاب المعارضة
- تقدير المشاركة النشطة في أنشطة الحكومة المحلية والأحزاب والجمعيات المدنية
- الثقة بالنفس في كفاءة المرء للمشاركة في الحياة السياسية
- التعاون المدني والثقة
- العضوية في الجمعيات السياسية

## كتابات أخرى
Pateman, C. (1980). The civic culture: A philosophic critique. In Almond, G. & Verba, S., editors. The civic culture revisited. (1989). Newbury Park, CA: Sage Publications.